# Sleep and Release
Sleep and Release ist das zweite Album der schottischen Rockband Aereogramme. Es wurde am 18. Februar 2003 veröffentlicht.

## Stil und Rezeption
Auf „Sleep and Release“ verarbeiten Aereogramme Einflüsse von Mogwai, Weezer, Sigur Rós und Godspeed You! Black Emperor. Das Musikmagazin Visions erkannte auch Ähnlichkeiten zu The Notwist und nannte „Sleep and Release“ in der Ausgabe 121 ein „Meisterstück“. Vom Allmusic Guide bekam „Sleep and Release“ vier von fünf Sternen und die Auszeichnung als „AMG Album Pick“.
Das Album wurde 2006 von den Lesern der Zeitschrift Visions in die Liste der „150 Platten für die Ewigkeit“ aufgenommen, die in Ausgabe 150 veröffentlicht wurde. Bei der Aufstellung der 50 besten Platten seit 1999, die die Redaktion von Plattentests.de Anfang 2010 veröffentlichte, kam das Album auf Platz 37. In einem Interview bezeichnete Sänger Craig B „Sleep and Release“ später als sein bevorzugtes Aereogramme-Album.

## Titelliste
1. Indiscretion #243
2. Black Path
3. A Simple Process of Elimination
4. Older
5. No Really, Everything's Fine
6. Wood
7. Yes
8. In Gratitude
9. A Winter's Discord
10. Hidden Track